# Aeroporto internazionale di Kutaisi
L’Aeroporto internazionale di Kutaisi, intitolato a re Davide IV di Georgia, è un aeroporto internazionale che si trova a 14 km ad ovest di Kutaisi, capitale legislativa della Georgia. È uno dei tre aeroporti internazionali attualmente in funzione in Georgia, insieme all'aeroporto Internazionale di Tbilisi che serve la capitale georgiana e all'aeroporto internazionale di Batumi vicino al Mar Nero. L'aeroporto è gestito dalla United Airports of Georgia, una società di proprietà statale. È stato inaugurato nel settembre 2012.